# SN 1994R
SN 1994R – supernowa typu II odkryta 3 czerwca 1994 roku w galaktyce IC2627. W momencie odkrycia miała maksymalną jasność 16,00m.